# نستور کولمنارس
نستور کولمنارس (اسپانیایی: Néstor Colmenares‎؛ زادهٔ ۵ سپتامبر ۱۹۸۷) بازیکن بسکتبال اهل ونزوئلا است.
وی در مسابقات کشوری و بین‌المللی در مجموع برندهٔ ۳ مدال طلا شده‌است.